# Serapion von Antiochia
Serapion von Antiochia († 211) war in den Jahren 191 bis 211 Bischof von Antiochien als Nachfolger des Maximianus.

## Leben
Er ist vor allem durch seine theologischen Schriften bekannt, von denen Eusebius von Caesarea drei erwähnt, mit dem Hinweis, dass er wohl noch weitere geschrieben habe. Es handelt sich erstens um einen Brief an Caricus und Pontius, in dem er gegen den Montanismus Stellung bezieht. Die zweite Schrift bezieht sich auf einen Domninus, der während der Christenverfolgung vom christlichen Glauben abgefallen und zum Judentum konvertiert war. In seiner bekanntesten dritten Schrift verurteilt Serapion in einem Brief an die syrische Gemeinde in Rhosus das Petrusevangelium als doketisch.
Außerdem ging Serapion gegen die Ausbreitung der Gnosis in der Provinz Osrhoene vor, indem er Palut als Bischof von Edessa einsetzte, der sich dort vor allem gegen den Gnostiker Bardesanes wandte.
Nachfolger des Serapion als Bischof wurde Asklepiades, „der Bekenner“.